# Wagner Nunatak
Wagner Nunatak är en nunatak i Antarktis. Den ligger i Västantarktis. Argentina, Chile och Storbritannien gör anspråk på området. Toppen på Wagner Nunatak är 850 meter över havet.
Terrängen runt Wagner Nunatak är huvudsakligen platt, men österut är den kuperad. Trakten är obefolkad. Det finns inga samhällen i närheten.